# Давай поцілуємося
«Давай поцілуємося» —  французька романтична комедія 2007 року режисера Еммануеля Муре, в якій знявся сам Муре разом з Віржинією Ледоєн, Жюлі Гайє, Міхаелем Коеном, Фредерікою Бель і Стефано Аккорсі.

## Зміст
Під час одноденного відрядження до Нанту Емілі знайомиться в кафе з Ґабріелем. Після пари келихів зав'язується цікава бесіда, яку логічно продовжити в готельному номері. Ґабріелю захотілося поцілувати Емілі і вона ніби не проти — якби не одна обставина. Одружена знайома дівчини одного разу дозволила собі подібне, і той невинний поцілунок мав досить серйозні наслідки.